# Temamatla (kommun)
Temamatla är en kommun i Mexiko. Den ligger i delstaten Mexiko, i den centrala delen av landet, cirka 40 kilometer sydost om huvudstaden Mexico City. Huvudorten i kommunen är Temamatla. Kommunen ingår i Mexico Citys storstadsområde och hade 11 206 invånare vid folkmätningen 2010. Arean för kommunen är 28,75 kvadratkilometer.